# ネストル・マフノ

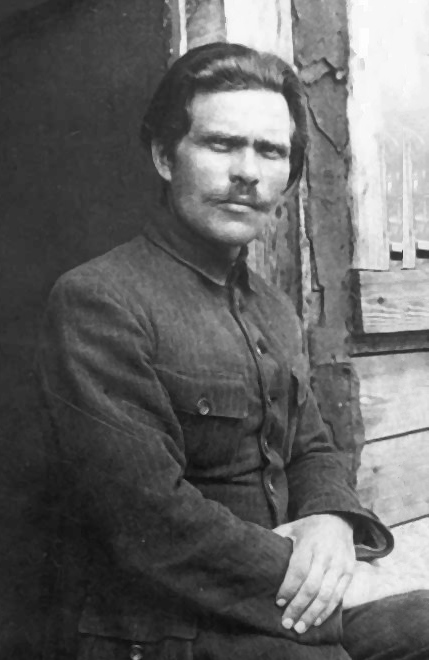
ネストル・マフノ

ネストル・イヴァーノヴィチ・マフノ（ウクライナ語: Не́стор Іва́нович Махно́, ラテン文字転写: Nestor Ivanovych Makhno ウクライナ語発音: [ˈnɛstor iˈʋɑnowɪt͡ʃ mɐxˈnɔ]; 1888年10月26日 - 1934年7月25日）は、ウクライナのアナキストの革命家。父を意味する「バーチコ」（ウクライナ語: батько）と呼ばれた。

## 生涯
ロシア帝国エカテリノスラフ県（現在のウクライナ・ザポリージャ州）フリアイポーレ出身。貧農の家に生まれるが、生まれて間もなく父を亡くし、12歳で学校を中退して働きに出るなど辛酸をなめた。1906年にアナキズム運動に参画し、同年に逮捕。以降本格的な活動家となった。
ウクライナにおいて革命的な農民層をウクライナ革命反乱軍に組織して農民アナキズム運動を展開し、ロシア革命に対する「反革命」との攻防においてウクライナ地方から白軍を撃退する。当初は革命の一部として行動していたが、ボリシェヴィキの独裁色が強くなるや徐々に独立的傾向を強める。その根拠は貧農の立場に立つマフノと、都市の工場労働者を重視し農民を軽視したボリシェヴィキとの対立が根本的な理由として挙げられる。マフノのパルチザン軍がデニーキンの白衛軍を撃破した後、マフノ軍と赤軍の戦端が開かれ、最終的に、マフノのパルチザン軍は敗れ、マフノはパリに亡命する。
現在、この赤軍によるマフノ・パルチザン軍への攻撃を「スターリンの恐怖政治の先駆」とする反スターリン主義的解釈と「小ブルジョア農民の権益のために革命政権を攻撃した者への正当な反撃」とするロシア共産党の史観に拠る解釈がある。
亡命後のマフノは亡命ロシア人アナーキストの雑誌に寄稿し、回想録を残す一方、大工として、またオペラ座、ルノーで働いた。1934年に結核のため死去し、遺体は荼毘に付されてペール・ラシェーズ墓地に埋葬された。
マフノの妻ガリーナ（1892年 - 1978年）と娘のエレナ（1922年 - 1992年）は第二次世界大戦時にナチス・ドイツに拘束され、戦後はNKVDに逮捕されてキエフで懲役10年と8年の判決を受けた。1953年に釈放された後にはカザフスタンで暮らした。